# إلجام العوام عن علم الكلام
إلجام العوام عن علم الكلام المُسمى رِسُالة في مذهب أهل السلف، هو كتاب عبارة عن رسالة في مذهب أهل السلف، وقد كتبه الغزالي قبل وفاته بقليل. كتبه في أوائل جمادى الآخرة سنة 505 هـ أي قبيل وفاته بزمن قصير جدا، أقلّ من أسبوعين، حيث توفي يوم الاثنين 14 جمادى الآخرة عام 505 هـ. يدعو فيه إلى إلجام العوام عن الخوض في مبحث علم الكلام.

## مخطوطات الكتاب
من المخطوطات المعتمدة في طبعة دار المنهاج بجدة مخطوطة كتبت سنة 507 هـ بخط عبد المجيد بن الفضل بن علي بن حسين القَزّازي الطبري، وهي من مقتنيات مكتبة شهيد علي التابعة للمكتبة السليمانية بإصطنبول.

## الترجمة
ترجمه إلى الإسبانية المستشرق أسين پلاثيوس في كتابه:
El justo medio en la creencia : compendio de teologia dogmatica. Trd. espanola por Miguel Asín Palacios. Madrid 1929.